# 西谷町 (瀬戸市)
西谷町（にしだにちょう）は、愛知県瀬戸市道泉連区の町名。丁番を持たない単独町名である。

## 地理
- 瀬戸市の中央部に位置する[8]。西を道泉町、北を東安戸町、東を窯神町、南を元町と隣接している[8]。
- 丘陵斜面に住宅と陶磁器関係の小工場が混在する[8]。西谷墓地がある[8]。

### 学区
市立小・中学校に通う場合、学区は以下の通りとなる。また、公立高等学校普通科に通う場合の学区は以下の通りとなる。
| 番・番地等 | 小学校                 | 中学校                 | 高等学校 |
| ---------- | ---------------------- | ---------------------- | -------- |
| 全域       | 瀬戸市立にじの丘小学校 | 瀬戸市立にじの丘中学校 | 尾張学区 |

## 歴史

### 沿革
- 1942年（昭和17年）1月9日 - 瀬戸市大字瀬戸字安戸[注釈 1]・一ノ坪・前側の各一部により、同市西谷町として成立[2]。

## 世帯数と人口
2025年（令和7年）2月1日現在の世帯数と人口は以下の通りである。
| 町丁   | 世帯数 | 人口  |
| ------ | ------ | ----- |
| 西谷町 | 94世帯 | 200人 |

### 人口の変遷
国勢調査による人口の推移
| 1995年（平成7年）  | 270人 | [ 12 ] |  |
| 2000年（平成12年） | 294人 | [ 13 ] |  |
| 2005年（平成17年） | 272人 | [ 14 ] |  |
| 2010年（平成22年） | 261人 | [ 15 ] |  |
| 2015年（平成27年） | 232人 | [ 16 ] |  |
| 2020年（令和2年）  | 200人 | [ 17 ] |  |

### 世帯数の変遷
国勢調査による世帯数の推移。
| 1995年（平成7年）  | 98世帯  | [ 12 ] |  |
| 2000年（平成12年） | 104世帯 | [ 13 ] |  |
| 2005年（平成17年） | 98世帯  | [ 14 ] |  |
| 2010年（平成22年） | 100世帯 | [ 15 ] |  |
| 2015年（平成27年） | 91世帯  | [ 16 ] |  |
| 2020年（令和2年）  | 81世帯  | [ 17 ] |  |

## 交通

### 鉄道
町内に鉄道は走っていない。最寄り駅は、名鉄瀬戸線尾張瀬戸駅になる。

### バス
町内にバスは走っていない。最寄りのバス停は、名鉄バス「しなの線（瀬戸北線）」【1】【1H】【2】【2H】【3】【4】系統、同「本地ヶ原線」【10】【36】【50】【51】【52】系統、同「東山線」【16】【16H】【17H】【18】系統、瀬戸市コミュニティバス「上之山線」の瀬戸駅前バス停になる。

### 道路
町内に国道・県道は通っていない。

## 施設
- 瀬戸北保育園 ： 1948年（昭和23年）4月に瀬戸市立北保育園として開園[18]。2003年（平成15年）4月より、公設民営園として社会福祉法人 放光福祉会に運営を委託し、2014年（平成26年）4月より、同法人の認可保育園となる[19]。2023年（令和5年）4月1日現在の園児数は86人、職員数は12人[20]。
- 瀬戸市消防団 道泉分団 ： 2015年（平成27年）竣工[21]。道泉連区全域を分団の区域としている[22]。
- 磁祖加藤民吉出生之地 碑（史跡） ： 加藤民吉の生家があった場所に建立された石碑。尾張徳川家19代当主・徳川義親により、1937年（昭和12年）に建てられた[23]。

- 瀬戸北保育園
- 瀬戸市消防団 道泉分団
- 磁祖加藤民吉出生之地 碑

## その他

### 日本郵便
- 郵便番号 : 489-0047[6]（集配局：瀬戸郵便局[24]）。